# Campionato mondiale femminile di pallacanestro Under-19 1993
Il 3º Campionato mondiale femminile di pallacanestro Under-19, noto anche come 1993 World Championship for Junior Women (in coreano: 1993 FIBA 19 세 이하 세계 여자 선수권 대회), si è svolto in Corea del Sud nella città di Seul, dal 1º all'8 agosto 1993.

## Classifica finale
| Campione del Mondo | Campione del Mondo | Campione del Mondo |
| --- | ------------------ | --- |
| Australia under 194 Crowe, 5 Jeffrey, 6 Howlett, 7 Chandler, 8 Brogan, 9 Hill, 10 Harrower, 11 S. Tomlinson, 12 Boyd, 13 Stevens, 14 Whittle, 15 Di Francesco, All. Ray Tomlinson |                    | |
| Argento | Russia             | Russia under 194 Gudkova, 5 Femenke, 6 Furceva, 7 Molčanova, 8 Petrova, 9 Gerasimova, 10 Pšikova, 11 Solov'ëva, 12 Feriabnikova, 13 Nakonočnaja, 14 Burmistrova, 15 Archipova, All. - |
| Bronzo | Polonia            | Polonia under 194 Chruściel, 5 Wołowska, 6 Gawrysiak, 7 Wójtowicz, 8 Błażkiewicz, 9 Włodarska, 10 Słabęcka, 11 Mechlińska, 12 Szczygieł, 13 Czepiec, 14 Dydek, 15 Włodarska, All. -   |
| 4. | Corea del Sud      | Corea del Sud under 194 Lee, 5 Kim J., 6 Kim Y., 7 Jang, 8 Han, 9 Jeon, 10 Park Ji., 11 Kwon, 12 Park Je., 13 Kim S., 14 Jeong, 15 Jo, All. -                                         |
| 5. | Brasile            | Brasile under 194 Rosana, 5 Silvinha, 6 Giane, 7 Leila Sobral, 8 Lígia, 9 Claudinha, 10 Patrícia Mara, 11 Jacqueline, 12 Rosângela, 13 Alessandra, 14 Cíntia Tuiú, 15 Yngrid, All. -  |
| 6. | Francia            | Francia under 194 Robini, 5 Savasta, 6 Melain, 7 Dumas, 8 Jouandon, 9 Amari, 10 Antibe, 11 Clauss, 12 Sauret, 13 Lesdema, 14 Brugeille, 15 Marien, All. -                             |
| 7. | Stati Uniti        | Stati Uniti under 194 Woosley, 5 N. Johnson, 6 Marciniak, 7 Mack, 8 Smith, 9 Aycock, 10 Hemmer, 11 Lofstedt, 12 Cunningham, 13 Lobo, 14 D. Johnson, 15 Spurlock, All. Jim Foster      |
| 8. | Giappone           | Giappone under 194 Shimada, 5 Hamaguchi, 6 Kojima, 7 Kitano, 8 Aizawa, 9 Matsuyama, 10 Ōyama, 11 Manabe, 12 Okazato, 13 Koike, 14 Kawakami, 15 Soeda, All. -                          |
| 9. | Bulgaria           | Bulgaria under 194 Angelova, 5 Jolovska, 6 Brănzova, 7 Gjurova, 8 Žečeva, 9 Jankulova, 10 Jordanova, 11 Raeva, 12 Asenova, 13 Georgieva, 14 Lolovaska, 15 Najendova, All. -           |
| 10. | Zaire              | Zaire under 194 Mabika, 5 Mbotsu, 6 Luvungu, 7 Mwanji, 8 Makenda, 9 Kanasi, 10 Mosele, 11 Boketsu, 12 Tediko, 13 Amba, 14 Lutuku, 15 Mbuyamba, All. -                                 |
| 11. | Cina               | Cina under 194 Liang, 5 Dong, 6 Xing, 7 Si, 8 Wang, 9 Ma Z., 10 Miao, 11 Liu Y., 12 Bai, 13 Ma C., 14 Jiang, 15 Liu W., All. -                                                        |
| 12. | Taiwan             | Template:Repubblica di Cina femminile Under-19 pallacanestro mondiale 1993 |